# Avant-garde et Kitsch

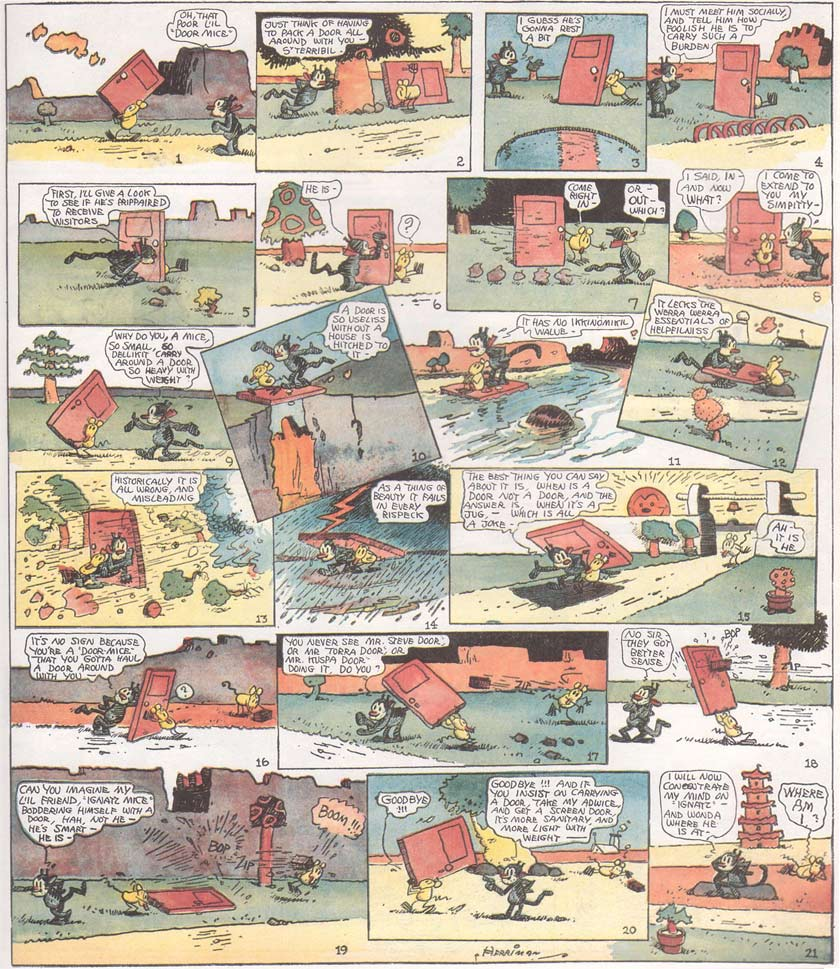
Planche du 21 janvier 1921 du célèbre strip de George Herriman Krazy Kat. Les comic strip sont un cas de kitsch selon Greenberg.

Avant-garde et Kitsch (Avant-garde and Kitsch) est un essai du critique d'art et critique littéraire américain Clement Greenberg, paru en 1939 dans Partisan Review.

## Contenu

### Situation de l'essai
Le texte analyse l'émergence des avant-gardes en art, et de la notion de kitsch, son contexte socio-historique et sa valeur esthétique. Il s'inspire des analyses marxistes de la culture.
Avant-garde et Kitsch est publié au moment de la montée du nazisme en 1939. Selon Patrick de Haas, Greenberg analyse le kitsch comme un « succédané de culture allié au divertissement ». La position de Greenberg est proche de celle des critiques et sociologues allemands Walter Benjamin et Theodor W. Adorno, qui ont proposé une analyse de la culture de masse. Pour Benjamin et Adorno, rappelle Patrick de Haas, l'art est absorbé par la société mercantile dans la société bourgeoise.
Cependant, Greenberg s'éloigne plus tard des penseurs allemands sur un point, quelques années après Avant-garde et Kitsch : il se rallie au motif de « l'art pour l'art », visant à détacher l'art de l'emprise de la masse et du commerce.

### La critique du kitsch

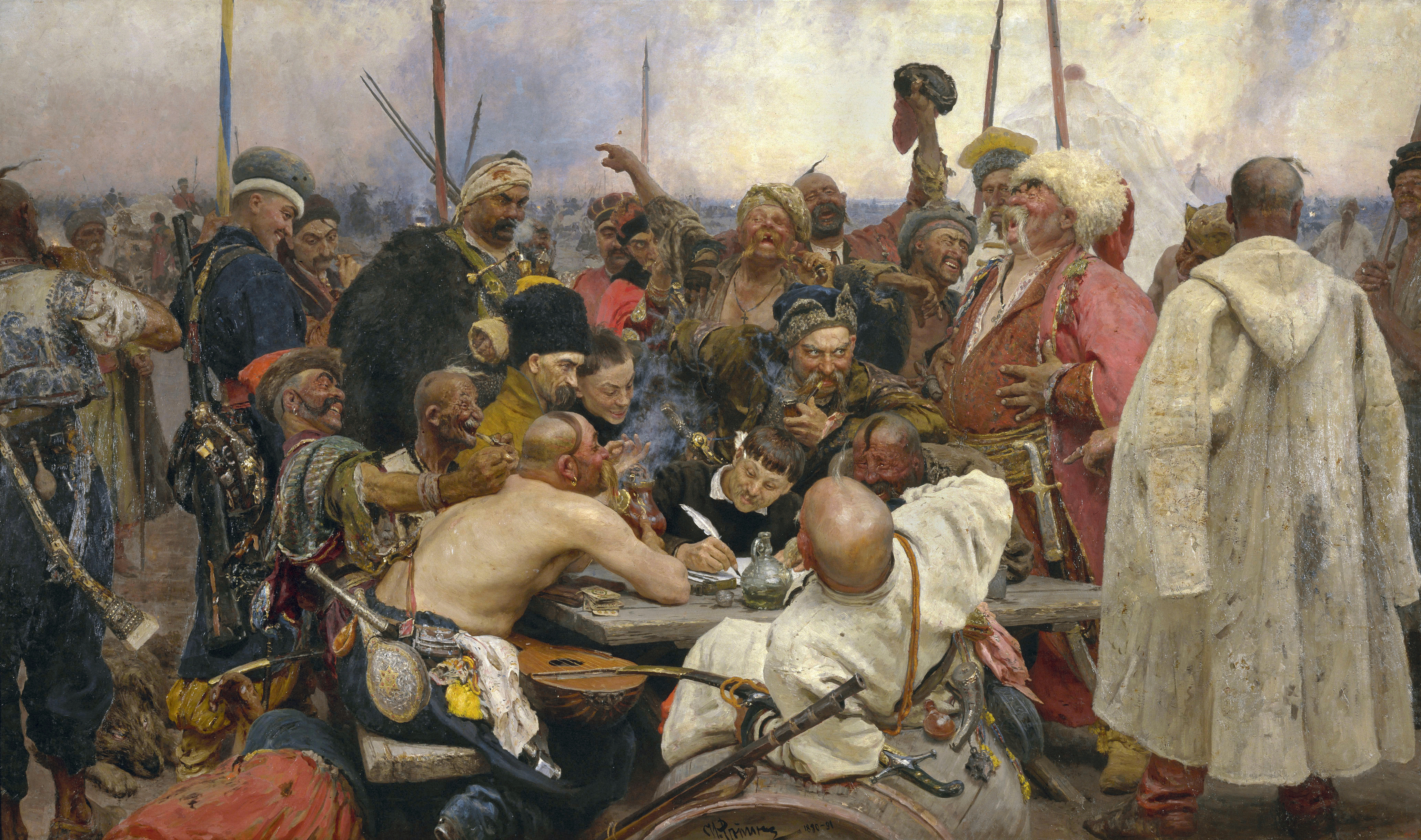
Ilia Répine, Les Cosaques zaporogues écrivant une lettre au sultan de Turquie, 1878-1891. C'est un exemple de kitsch provenant de l'art russe, pour Greenberg.

Greenberg construit une opposition nette entre l'avant-garde et le kitsch. Il fait partie des détracteurs du kitsch, et fait le lien entre le kitsch et le totalitarisme. Greenberg est, selon Beyaert-Geslin, à ranger aux côtés de Hermann Broch, Gillo Dorfles et Milan Kundera (L'Insoutenable Légèreté de l'être), trois écrivains et critiques d'art qui dénoncent la dégradation de l'art et des valeurs esthétiques propre au kitsch.
Greenberg rapproche le kitsch de l'académisme (academicism). Il lui reproche son manque d'originalité, contrairement à l'avant-garde. Pour Greenberg qui reprend le concept aristotélicien de mimesis, le kitsch imite la nature, tandis que l'avant-garde est une « imitation de l'imitation ». Beyaert-Geslin écrit que pour Greenberg, « L'avant-garde au contraire [du kitsch] imiterait « le processus de l'imitation ». Elle serait donc réflexive, spécialisée sur elle-même et produirait un métadiscours ».

### Repin et Picasso
Greenberg fait une comparaison à la fin de la partie II entre Cossacks (Les Cosaques zaporogues écrivant une lettre au sultan de Turquie) du peintre russe Ilia Répine et Woman with a Fan (La Femme à l'éventail) de Pablo Picasso. Greenberg explique que le kitsch de Repin imite les effets de l'art, tandis que l'avant-gardisme de Picasso imite les causes de l'art. Timothy Quigley, auteur d'un résumé de l'essai, écrit : « In the end, the avant-garde work imitates the causes – kitsch the effects – of art ».